# Sam Underwood

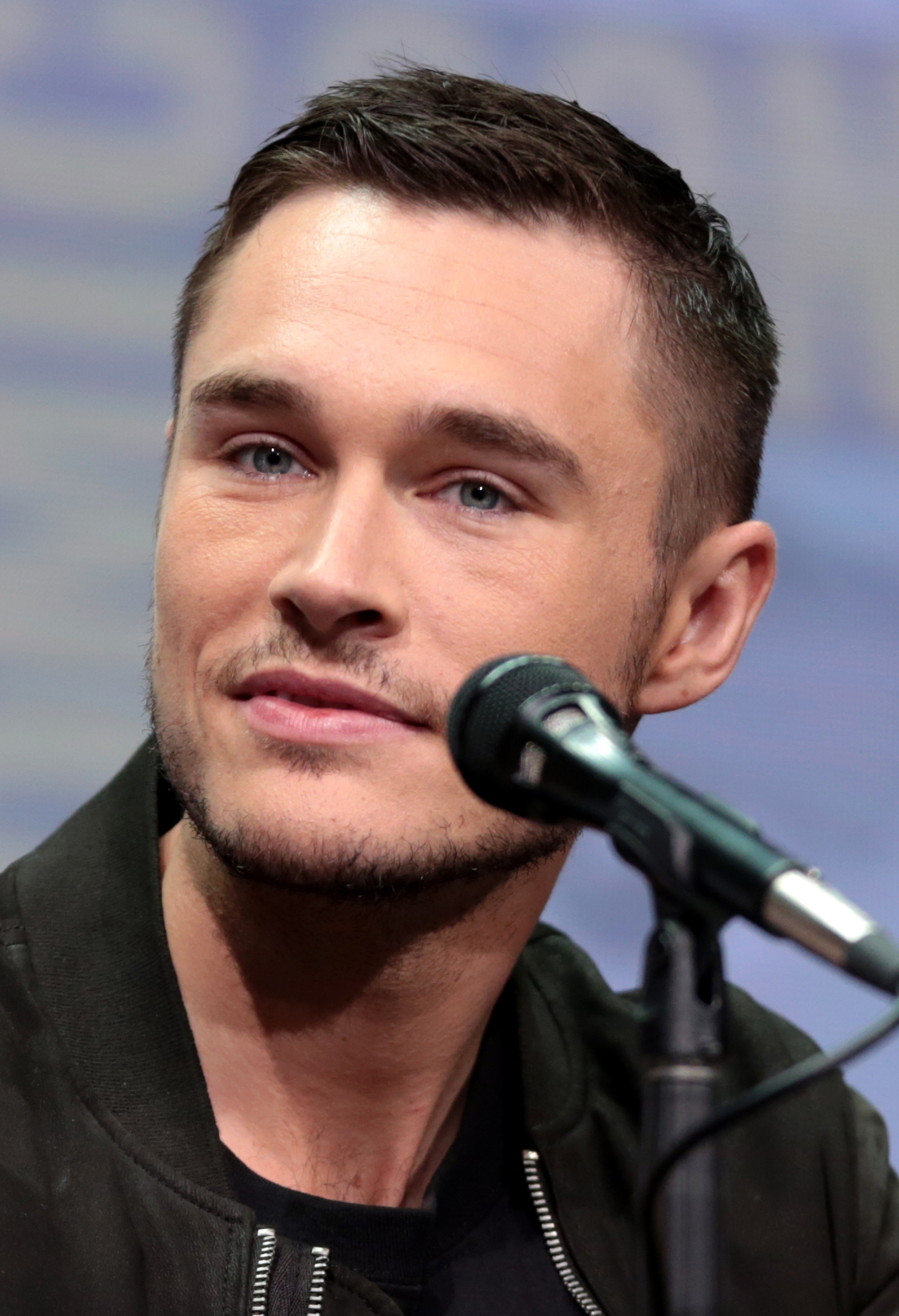
Sam Underwood (2017)

Sam Underwood (* 4. August 1987 in Woking, England) ist ein britischer Schauspieler.

## Leben und Karriere
Sam Underwood stammt aus dem englischen Woking, wo er die Winston Churchill School besuchte. Im Jahr 2006 zog er in die Vereinigten Staaten, wo er an der American Musical and Dramatic Academy in New York City studierte und diese 2008 erfolgreich abschloss.
Underwood war zunächst in mehreren Theaterproduktionen zu sehen, bevor er ab 2013 Auftritte in mehreren britischen und US-amerikanischen Fernsehserien hatte. So war er in der dritten Staffel der preisgekrönten US-amerikanischen Fernsehserie Homeland als Leo Carras zu sehen. Von 2014 bis 2015 spielte er die Rolle der Zwillinge Mark / Luke in der Serie The Following. 2017 war er als Jake Otto in der Serie Fear The Walking Dead zu sehen. In der Serie Der Denver-Clan war er ab der zweiten Staffel als Adam Carrington in einer Hauptrolle zu sehen.

## Filmografie (Auswahl)
- 2013: Zero Hour (Fernsehserie, 2 Episoden)
- 2013: Dexter (Fernsehserie, 4 Episoden)
- 2013: Homeland (Fernsehserie, 4 Episoden)
- 2014–2015: The Following (Fernsehserie, 30 Episoden)
- 2015: A New York Love Story
- 2016: Power (Fernsehserie, 3 Episoden)
- 2017: Fear the Walking Dead (Fernsehserie, 12 Episoden)
- 2017: Hello Again (Musical)
- 2018: Madam Secretary (Fernsehserie, Episode 4x19)
- 2019–2022: Der Denver-Clan (Dynasty, Fernsehserie)
- 2020: The Drummer
- 2023: The Rookie: Feds (Fernsehserie, 1 Episode)